# Didemnum
Didemnum – rodzaj żachw z rodziny Didemnidae.
Do rodzaju zalicza się następujące gatunki:
- Didemnum albidum (Verrill, 1871)
- Didemnum amethysteum (Van Name, 1902)
- Didemnum asperum (Milne-Edwards, 1841)
- Didemnum biglans (Sluiter, 1906)
- Didemnum candidum (Savigny, 1816)
- Didemnum carnulentum (Ritter and Forsyth, 1917)
- Didemnum chilense (Arnbaeck, 1929)
- Didemnum coriaceum (Von Drasche, 1883)
- Didemnum fulgens (Milne-Edwards, 1841)
- Didemnum galacteum (Lotufo and Dias, 2007
- Didemnum listeranium (Milne-Edwards, 1841)
- Didemnum helgolandicum Michaelsen, 1921
- Didemnum lahillei (Hartmeyer, 1909)
- Didemnum maculosum (Milne-Edwards, 1841)
- Didemnum molle (Herdmann, 1886)
- Didemnum santaelenae (Van Name, 1945)
- Didemnum studeri (Hartmeyer, 1911)
- Didemnum tenue (Herdmann, 1886)
- Didemnum vanderhorsti (Van Name, 1924)
- Didemnum vexillum (Kott, 2002)